# Lasiplexia cuprina
Lasiplexia cuprina är en fjärilsart som beskrevs av Moore sensu Hampson 1908. Lasiplexia cuprina ingår i släktet Lasiplexia och familjen nattflyn. Inga underarter finns listade i Catalogue of Life.